# أبي كلانسي
اسمها الكامل أبيغايل ماري كراوتش (بالإنجليزية: Abigail Marie Crouch)‏ وإسمها الفني أبي كلانسي (بالإنجليزية: Abbey Clancy)‏ هي عارضة أزياء إنجليزية بريطانية ولدت في يوم 10 يناير 1986 في مدينة ليفربول في إنجلترا في المملكة المتحدة، هي زوجة اللاعب الإنجليزي بيتر كراوتش ولديها طفلين منهُ.

## روابط خارجية
- أبي كلانسي على موقع IMDb (الإنجليزية)
- أبي كلانسي على موقع ألو سيني (الفرنسية)
- أبي كلانسي على موقع قاعدة بيانات الفيلم (الإنجليزية)
- أبي كلانسي على موقع كينوبويسك (الروسية)
- أبي كلانسي على موقع دليل عارضات الأزياء (الإنجليزية)